# 韓寶貝
韓寶貝（韓語：한보배，1994年3月4日—），韓國女演員。

## 演出作品

### 電視劇
- 2002年：KBS《魔法兒童MASURI》
- 2003年：MBC《大長今》
- 2005年：KBS《魔法戰士Mirugaon》
- 2005年：SBS《薯童謠》飾演 善花公主的侍女
- 2006年：KBS《家有七公主》飾演 王美羅
- 2007年：MBC《New Heart》飾演 秀敏
- 2007年：SBS《Ghost Pang Pang》
- 2008年：MBC《我人生最後的緋聞》飾演 安智敏
- 2008年：KBS《大姐》
- 2009年：MBC《泰熙慧喬智賢》飾演 韓寶貝
- 2009年：KBS《千秋太后》飾演 宣正王后（少年）
- 2009年：SBS《你笑了》飾演 妍在
- 2010年：SBS《醫生冠軍》飾演 趙敏智
- 2010年：KBS《Good Friend》
- 2010年：MBC《快樂我的家》飾演 毛尹熙（少女）
- 2010年：MBC《主婦金光子的第3活動》
- 2010年：SBS《Sign》飾演 亞希陳
- 2011年：MBC《階伯》飾演 初英（少年）
- 2011年：SBS《千日的約定》飾演 李舒妍（少年）
- 2012年：SBS《幽靈》飾演 郭智秀
- 2012年：JTBC《仁粹大妃》飾演 貞顯王后（少年）
- 2013年：MBC《龜巖許浚》飾演 彩善
- 2015年：MBC《讓女人哭泣》飾演 黃慶雅
- 2015年：SBS《深夜食堂》飾演 志希
- 2015年：SBS《Remember－兒子的戰爭》飾演 吳貞雅
- 2016年：OCN《吸血鬼偵探》飾演 黃在妍
- 2016年：SBS《Doctors》飾演 劉尤娜
- 2017年：OCN《Voice》飾演 朴恩星
- 2017年：KBS《學校2017》飾演 徐寶拉
- 2018年：JTBC《加油吧威基基》飾演 尹晴天／Cherry (客串)
- 2021年：JTBC《Undercover》

### 電影
- 2002年：《復仇》饰演 宥善
- 2002年：《Are You Ready？》饰演 6岁的珠熙
- 2002年：《鬼鈴》饰演 患儿
- 2002年：《向左愛向右愛》饰演 景熙疗养地的孩子
- 2006年：《沒禮貌的傢伙們》饰演 儿时的她
- 2006年：《寂靜的世界》饰演 朴秀妍
- 2012年：《公司職員》饰演 罗宝瑟
- 2014年：《哥哥回來了》饰演 朴世珠
- 2018年：《德九》饰演 幼儿园女老师（特别出演）
- 2018年：《东华》饰演 恩晶

### MV
- 2009年：潤荷《今天分手了》
- 2011年：Brown Eyed Girls《Cleansing Cream》

## 外部連結
- 韓寶貝的Instagram帳戶
- 韓寶貝在NAVER上的资料
- 韓寶貝在Daum上的资料